# ماسیمو سوسیک
ماسیمو سوسیک (انگلیسی: Massimo Susic؛ زادهٔ ۱۱ مارس ۱۹۶۷) بازیکن فوتبال اهل ایتالیا است.
از باشگاه‌هایی که در آن بازی کرده‌است می‌توان به باشگاه فوتبال پارما، باشگاه فوتبال مسینا، باشگاه فوتبال کرمونزه، باشگاه فوتبال اودینزه، باشگاه فوتبال مونتسا، باشگاه فوتبال تریستیانا، و باشگاه فوتبال پیزا اشاره کرد.